# 1 Decembrie
1 Decembrie est une commune du județ d'Ilfov en Roumanie.
Son nom était initialement Copăcenii de Sus, la commune doit son nom actuel à la date de réunification du royaume de Roumanie avec la Transnistrie en 1918.